# Högeruds landskommun
Högeruds landskommun var en tidigare kommun i Värmlands län.

## Administrativ historik
Kommunen inrättades i Högeruds socken i Gillbergs härad i Värmland när 1862 års kommunalförordningar trädde i kraft den 1 januari 1863.
Vid kommunreformen 1952 uppgick den i Stavnäs landskommun som upplöstes 1971 då denna del uppgick i Arvika kommun.